# Pseudasthenes cactorum
Pseudasthenes cactorum là một loài chim trong họ Furnariidae.